# Benjamín Schamine
Facundo Benjamín Schamine (La Pampa, 24 ottobre 2003) è un calciatore argentino, centrocampista del Defensa y Justicia.

## Carriera
Schamine è cresciuto nel settore giovanile del Defensa y Justicia ed il 15 luglio 2023 ha fatto il suo esordio in prima squadra nell'incontro di Primera División pareggiato 2-2 contro il Godoy Cruz. Il 3 novembre seguente ha firmato il suo primo contratto professionistico con il club gialloverde, con cui nel 2024 gioca inoltre anche alcune partite in Coppa Sudamericana.

## Statistiche

### Presenze e reti nei club
Statistiche aggiornate al 7 maggio 2025.
| Stagione        | Squadra            | Campionato      | Campionato | Campionato | Coppe nazionali | Coppe nazionali | Coppe nazionali | Coppe continentali | Coppe continentali | Coppe continentali | Altre coppe | Altre coppe | Altre coppe | Totale | Totale | Totale |
| Stagione        | Squadra            | Comp            | Pres       | Reti       | Comp            | Pres            | Reti            | Comp               | Pres               | Reti               | Comp        | Pres        | Reti        | Pres   | Reti   |        |
| --------------- | ------------------ | --------------- | ---------- | ---------- | --------------- | --------------- | --------------- | ------------------ | ------------------ | ------------------ | ----------- | ----------- | ----------- | ------ | ------ | ------ |
| 2023            | Defensa y Justicia | PD              | 3          | 0          | CA+CdL          | 2+7             | 0               | CS                 | 0                  | 0                  | -           | -           | -           | 12     | 0      |        |
| 2024            | Defensa y Justicia | PD              | 13         | 2          | CA+CdL          | 1+5             | 0               | CS                 | 2                  | 0                  | -           | -           | -           | 21     | 2      |        |
| 2025            | Defensa y Justicia | PD              | 12         | 0          | CA              | 1               | 0               | CS                 | 2                  | 0                  | -           | -           | -           | 15     | 0      |        |
| Totale carriera | Totale carriera    | Totale carriera | 28         | 2          |                 | 16              | 0               |                    | 4                  | 0                  |             | -           | -           | 48     | 2      |        |